# Наноразмерный оксид алюминия
Наноразмерный оксид алюминия (англ. nanosized aluminium oxide) — соединение алюминия и кислорода, получаемое в виде сферических (или близких к сферическим) наночастиц, а также в виде ориентированных или неориентированных волокон.

## Свойства наноразмерного оксида алюминия
Свойства итогового материала определяются как совокупность свойств массивного оксида алюминия и специфических свойств наноструктуры.
Свойства наноразмерных коллоидных частиц оксида алюминия:
- Малый диаметр частиц/волокна (2—10 нм)
- Высокая удельная поверхность (>100 м2/г)
- Высокая дефектность поверхности материала и специфическая структура наночастиц (объём и величина пор, степень кристалличности, фазовый состав, структура и состав поверхности — возможность модификации)

Свойства наноразмерных волокон оксида алюминия:
- Соотношение длина:диаметр порядка 20 000 000:1
- Высокая степень ориентации волокон
- Слабое взаимодействие волокон между собой
- Отсутствие поверхностных пор
- Высокая поверхностная концентрация ОН-групп

## Способы получения

### Порошки оксида алюминия нанометрового размера
1. Измельчение порошка оксида алюминия до частичек нанометрового уровня (например, 10—50 нм). Например, при помощи планетарной мельницы с использованием мелящих тел размером менее 0,1 мкм.
2. Разложение химически свеже-синтезированного AlOOH или Al(OH)3 до оксида алюминия в условиях быстрого достижения температуры разложения 175 °C и использования для этого давления 5 бар в течение тридцати минут. Чем скорее происходит достижение температуры разложения гидроксо-соединений алюминия, тем меньше получаемые частицы нанооксида по размеру.

### Волокна оксида алюминия нанометрового размера
Окисление поверхности некоторых жидкометаллических сплавов приводит к образованию рыхлых или пористых 3D наноструктур. Впервые этот эффект наблюдался на системе Al-Hg и опубликован более 100 лет назад
.
Подобные волокна в природе не встречаются, и могут быть выращены только искусственным способом. В зависимости от метода синтеза могут быть получены различные наноструктуры, такие как аэрогель из оксигидроксидов алюминия (AlOOH или Al2O3*nH2O, где n=1-4, легко переходящих в оксид алюминия) или нано-волокно оксида алюминия (Al2O3).
На данный момент основными способами получения являются:

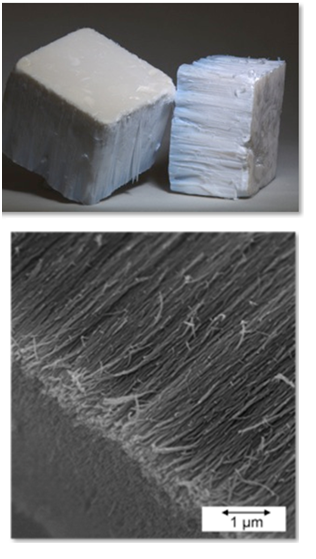
Промышленно полученное нано-волокно оксида алюминия торговой марки Nafen

1. Метод селективного окисления алюминия на поверхности расплавов Hg-Al или Ga-AI во влажной атмосфере при температуре от 20 до 70 °С (Метод ИФХЭ им. А.Н.Фрумкина РАН).[2]
2. Жидкометаллическая технология синтеза наноструктурного аэрогеля AlOOH из расплавов Ga-Al, In-Al и Bi-Al (ГНИИ РФ ФЭИ имени А.И. Лейпунского, г.Обнинск).
3. Выращивание волокна нанооксида алюминия на поверхности расплава алюминия (Метод промышленного синтеза, разработан и запатентован компанией ANF Technology).[3]

## Применение
- Адсорбент (для улавливания углеводородных примесей из воздуха; для извлечения фтора из различных сред (способность оксида алюминия хемосорбировать фтор-ионы используется для очистки вод с повышенным содержанием фтора; для улавливания паров HF из газов суперфосфатных и электролизных производств); для осветления растворов в сахарном производстве; для улавливания растворителей; для адсорбционной очистки масел (в первую очередь трансформаторных); адсорбент для газовой и жидкостной адсорбционной хроматографии (молекулярная адсорбция); для ионообменной и осадочно-сорбционной хроматографии из водных растворов (ионный обмен и осаждение); в качестве инертного носителя при жидкостной распределительной хроматографии)
- Осушитель (для осушки газов (глубокая осушка до точки росы -60°С и ниже); при консервации приборов и оборудования, а также для таких систем, как дыхательные клапаны цистерн, трансформаторов и т. д.; для создания защитных атмосфер при длительном хранении разлагающихся от воздействия влаги фармацевтических и пищевых продуктов)
- Сорбент ионов металлов из растворов их солей, например: CsNO3, AgNO3, Ba(NO3)2, Sr(NO3)2, Pb(NO3)2 и т. д., с возможностью получения оксидов металлов на поверхности волокна при отжиге
- Сорбент радионуклидов из сточных вод атомных электростанций
- Инертный (армирующий) наполнитель
- Керамика и композиты (в т. ч. и металлокомпозиты) — высокая твёрдость, огнеупорность и антифрикционные свойства, изоляционные свойства. Известно применение в ряде таких изделий как горелки газоразрядных ламп, подложки интегральных схем, запорные элементах керамических трубопроводных кранов, протезы и т. д.
- Абразив (в составе средств для сверхтонкой полировки)
- Огнеупор (компонент для высокотемпературных термоизоляторов)

Помимо вышеперечисленных направлений, находит применение в качестве катализатора и носителя катализаторов. Наноразмерный оксид за счет малого диаметра частиц/волокна, высокой удельной поверхности и активности, связанной с дефектностью и специфической структурой наночастиц (объём и величина пор, степень кристалличности, фазовый состав, структура и состав поверхности) сильно улучшает каталитические свойства и увеличивает область применения массивного оксида алюминия в качестве катализатора.